# 마인 (1969년 영화)
"마인"은 1969년 공개된 대한민국의 영화이다.

## 배역
- 박노식
- 김지미
- 허장강
- 전양자
- 독고성
- 이순재
- 정민
- 이향
- 한유정
- 임해림
- 추석양
- 최창호
- 강계식
- 송재호